# Pifari
Pifari – wieś w Chorwacji, w żupanii istryjskiej, w gminie Žminj. W 2011 roku liczyła 26 mieszkańców.